# Империя-Фарма
ЗАО «Империя-Фарма» — российский фармацевтический дистрибьютор, специализировавшийся на оптовой торговле лекарственными средствами и изделиями медицинского назначения.

## История
История ЗАО «Империя-Фарма» началась в 1996 году. В тот период компания занималась закупкой лекарственных средств на вторичном рынке и продажей препаратов аптечным сетям.
- В 1999 году «Империя-Фарма» заключает первые контракты с производителями и выходит на федеральный уровень, организовывая прямые поставки в больницы Санкт-Петербурга и Ленинградской области, а также в аптечные сети Южного и Центрального федеральных округов России.
- В 2004 году компания становится участником программы дополнительного лекарственного обеспечения по Санкт-Петербургу. В рамках этого проекта была разработана база данных, с помощью которой можно отслеживать перемещения препаратов в аптечных сетях.
- В 2005 году по решению правительства Санкт-Петербурга компания «Империя-Фарма» утверждена в качестве единственного поставщика медицинских препаратов для льготных категорий граждан в Санкт-Петербурге. В 2006 году ЗАО «Империя-Фарма» выигрывает ряд конкурсов по обеспечению лекарственными средствами льготников на федеральном уровне.
- В 2008 году компания выигрывает конкурс на поставки лекарственных средств и предметов медицинского назначения во все лечебно-профилактические учреждения, подведомственные комитету по здравоохранению Санкт-Петербурга[2].
- В 2010 году компания открывает 4 филиала и 28 представительств в городах РФ.
- В апреле 2011 года компания приступила к реализации проекта по строительству логистического терминала общей площадью 25 000 квадратных метров. Были открыты филиал в Екатеринбурге и ещё 2 представительства.

- В 2012 году «Империя-Фарма» приобрела у грузинского миллиардера Бидзины Иванишвили сеть аптек «Доктор Столетов»[3].

## Собственники и руководство
Основатель и гендиректор компании — Омар Гурамович Гурцкая. Ряд источников СМИ называли реальным владельцем «Империя-Фарма» владельца ЗАО «Империя» Сергея Матвиенко — сына экс-губернатора Санкт-Петербурга, председателя Совета Федерации Федерального собрания РФ Валентины Матвиенко.

## Деятельность
По итогам 2013 года компания входит в Top-15 крупнейших фармацевтических дистрибьюторов России по доле прямых поставок лекарственных средств. Центральный офис расположен в Санкт-Петербурге. Логистические центры компании располагаются в Московской и Ленинградской областях. В компании работали более 500 сотрудников.
В 2012 году компанией запущен социальный образовательный проект IMPERIA MUSEUM . Это онлайн-музей, где представлены материалы о развитии аптечного дела, открытиях в области фармации, биографии выдающихся учёных и врачей.
В 2015 году компания прекратила свою деятельность.